# Mediosetiger microcephala
Mediosetiger microcephala es una especie de mosca pequeña de la familia Tachinidae. Es la única especie del género Mediosetiger.
Se encuentran en África. Parasitan grillos (Ensifera).